# Massacre des inquisiteurs de la foi à Avignonet
 (novembre 2019).
Si vous disposez d'ouvrages ou d'articles de référence ou si vous connaissez des sites web de qualité traitant du thème abordé ici, merci de compléter l'article en donnant les références utiles à sa vérifiabilité et en les liant à la section « Notes et références ».
Le massacre des inquisiteurs de la foi à Avignonet est un événement meurtrier survenu le 28 mai 1242 par les conjurés de Lauragais à l'encontre des membres du tribunal de l'inquisition au château d'Avignonet.

## Description
Le 28 mai 1242, douze inquisiteurs, avec à leur tête Arnaud Guilhem, de Montpellier, et le franciscain Étienne de Saint-Thibéry, de Narbonne, se trouvent dans le village d'Avignonet. Ils ont entamé à l'automne 1241 une tournée dans la région du comté de Toulouse. Le château où ils logent est commandé par Raymond d'Alfaro, bayle (bailli) de Raymond VII. Raymond d'Alfaro prévient immédiatement les défenseurs du château de Montségur, menés par Pierre-Roger de Mirepoix, qui décide d'une "opération commando". On ne peut pas affirmer avec certitude que le comte de Toulouse ait été mis au courant de cette opération, bien qu'on puisse le supposer. Quoi qu'il en soit, Mirepoix réunit à la hâte quelques dizaines de chevaliers et de sergents d’armes, et la troupe prend la direction d’Avignonet. Le lendemain, les conspirateurs Cathares pénètrent dans la demeure des inquisiteurs de la ville d'Avignonet et s'apprêtent à les massacrer.

### Déroulement du crime
C'est Bernard de Na Vidal, un des hommes de Mirepoix, qui pénètre le premier dans l'enceinte du château. Après avoir brisé la porte de l'appartement où dorment les inquisiteurs, les conjurés les massacrent à la hache ou à la lance. Aucun n'en réchappe. Ensuite, les hommes de Mirepoix pillent les dépouilles et se partagent le butin.

### Conséquence sur lacroisade albigeoise
Des réactions enthousiastes suivent ce massacre, que certains habitants du Languedoc interprètent à tort comme la défaite de l'Inquisition. Sur le plan politique, Raymond VII de Toulouse se soulève avec ses troupes et prend Albi et Narbonne. Mais l'aide du roi d'Angleterre Henri III  Plantagenet n'arrivant pas, il est donc excommunié par la papauté alliée a l'inquisition. Le roi de France Saint Louis et sa mère Blanche de Castille vont mater les révoltés de la ville d'Avignonet qui vont se soumettre. Finalement en mai 1243, le roi de France va organiser une croisade contre Montségur qui tombera en mars 1244.